# Shlomo Zalman Abel
Shlomo Zalman Abel, né le 11 mars 1857 à Novomyesto-Sugint dans l'Empire russe (aujourd'hui Žemaičių Naumiestis en Lituanie) et mort le 12 octobre 1886, est un des trois rabbins fondateurs de la Yechiva de Telshe.

## Biographie
Shlomo Zalman Abel est né le 11 mars 1857 à Novomyesto-Sugint (Neustadt),(aujourd'hui Žemaičių Naumiestis, dans l'Empire russe). Il est le beau-frère du rabbin Shimon Shkop.

### Yechiva de Telshe
Shlomo Zalman Abel est un des trois rabbins fondateurs de la Yechiva de Telshe en 1875 avec les rabbins Meir Atlas et Zvi Yaakov Oppenheim.

### Mort
Shlomo Zalman Abel meurt le mardi 12 octobre 1886 (13 Tichri), à l'âge de 29 ans.

## Œuvres
- (he) Bet Shelomoh (La Maison de Salomon), Vilnius, 1893, publié après sa mort.